# Eurovision Song Contest 2009
Il cinquantaquattresimo Eurovision Song Contest è una manifestazione canora svoltasi il 12, 14 e 16 maggio 2009 a Mosca, in Russia; il Paese ha acquisito il diritto ad ospitare le manifestazione avendo vinto l'edizione 2008 con la canzone Believe cantata da Dima Bilan. È stato vinto dalla Norvegia con la canzone Fairytale, cantata da Alexander Rybak.
Come l'anno precedente la manifestazione è stata suddivisa in due semifinali e una finale.

## Organizzazione

### Scelta della sede
La città ospite è stata scelta dopo la vittoria in un sondaggio russo (con il 43% dei voti), e alla fine confermata dal Primo Ministro russo Vladimir Putin.

### Modifiche nel format
Dopo anni di proteste l'EBU decide di reintegrare le giurie. Il vincitore della finale viene deciso dal voto combinato del televoto e delle giurie. Ogni paese ha una giuria composta da cinque membri, esponenti del mondo della musica e dello spettacolo.
Nelle semifinali resta solo il televoto, che premia le nove canzoni più votate, e una giuria che pesca una canzone fra quelle escluse.
I presentatori per quest'edizione sono stati quattro: la modella Natalya Vodyanova e il presentatore Andrey Malakhov per le semifinali, il presentatore Ivan Urgant e la cantante Alsou (rappresentante della Russia nell'edizione 2000) per la finale.

## Stati partecipanti
Stati partecipanti che si sono qualificati alla finale
     Stati partecipanti che non si sono qualificati per la finale
     Stati che hanno partecipato in passato ma non nel 2009

Stati partecipanti che si sono qualificati alla finale
Stati partecipanti che non si sono qualificati per la finale
Stati che hanno partecipato in passato ma non nel 2009

Il 12 gennaio 2009 è stata ufficializzata la lista definitiva degli Stati partecipanti a questa edizione, che ne prevedeva 43; tuttavia, il 27 febbraio 2009, la Georgia ha annunciato il ritiro dalla competizione, portando così il numero a 42
| Stato                  | Artista                         | Brano                               | Lingua                  | Processo di selezione | Note |
| ---------------------- | ------------------------------- | ----------------------------------- | ----------------------- | --- | --- |
| Albania                | Kejsi Tola                      | Carry Me in Your Dreams             | Inglese                 | Festivali i Këngës 47, 21 Dicembre 2008 | Il brano in gara è una versione in inglese rispetto a quello che ha vinto la selezione nazionale.                                                     |
| Andorra                | Susanne Georgi                  | La teva decisió (Get a Life)        | Inglese, Catalano       | 12 Puntes, 4 febbraio 2009 | |
| Armenia                | Inga & Anush                    | Jan Jan                             | Armeno, Inglese         | Finale nazionale, 14 febbraio 2009 | Il brano è stato presentato all'Eurovision con un titolo differente.                                                                                  |
| Azerbaigian            | AySel & Arash                   | Always                              | Inglese                 | Interno; Aysel selezionata il 17 gennaio 2009, Arash selezionato il 12 febbraio 2009, brano annunciato il 5 febbraio 2009 e presentato il 3 marzo 2009. | |
| Belgio                 | Patrick Ouchène                 | Copycat                             | Inglese                 | Interno; artista e canzone annunciati il 10 marzo 2009.                                                                                                 | |
| Bielorussia            | Petr Elfimov                    | Eyes That Never Lie                 | Inglese                 | Eurofest 2009, 19 gennaio 2009 | |
| Bosnia ed Erzegovina   | Regina                          | Bistra voda                         | Bosniaco                | Interno; artista rivelato il 12 gennaio 2009, canzone pubblicata il 1 marzo 2009.                                                                       | |
| Bulgaria               | Krassimir Avramov               | Illusion                            | Inglese, Bulgaro        | Be A Star & Bulgarian Song for Eurovision, 21 febbraio 2009.                                                                                            | |
| Cipro                  | Christina Metaxa                | Firefly                             | Inglese                 | Selezione nazionale, 7 febbraio 2009 | |
| Croazia                | Igor Cukrov feat. Andrea        | Lijepa Tena                         | Croato                  | Dora 2009, 28 febbraio 2009 | |
| Danimarca              | Brinck                          | Believe Again                       | Inglese                 | Dansk Melodi Grand Prix 2009, 31 gennaio 2009 | |
| Estonia                | Urban Symphony                  | Rändajad                            | Estone                  | Eesti Laul 2009, 7 marzo 2009 | |
| Finlandia              | Waldo's People                  | Lose Control                        | Inglese                 | Euroviisut 2009, 31 gennaio 2009 | |
| Francia                | Patricia Kaas                   | Et s'il fallait le faire            | Francese                | Interno; 30 gennaio 2009 per l'artista, 1º febbraio 2009 per la canzone                                                                                 | Il brano in gara è una versione modificata rispetto a quello selezionato internamente.                                                                |
| Germania               | Alex Swings Oscar Sings!        | Miss Kiss Kiss Bang                 | Inglese                 | Interno; artista annunciato il 9 febbraio 2009, brano presentato il 22 febbraio 2009                                                                    | |
| Grecia                 | Sakis Rouvas                    | This Is Our Night                   | Inglese                 | Seleziona interna per l'artista; 15 luglio 2008. Finale nazionale per la canzone; 18 febbraio 2009                                                      | |
| Irlanda                | Sinéad Mulvey & Black Daisy     | Et Cetera                           | Inglese                 | Eurosong 2009, 20 febbraio 2009 | |
| Islanda                | Yohanna                         | Is It True?                         | Inglese                 | Söngvakeppni Sjónvarpsins 2009, 14 febbraio 2009 | |
| Israele                | Noa & Mira Awad                 | There Must Be Another Way           | Ebraico, Inglese, Arabo | Interno per le artiste, 11 gennaio 2009; Kdam Eurovision 2009 per il brano, 2 marzo 2009                                                                | |
| Lettonia               | Intars Busulis                  | Probka                              | Russo                   | Eirodziesma 2009, 1º marzo 2008 | |
| Lituania               | Sasha Son                       | Love                                | Inglese                 | Lietuvos dainų daina, 14 febbraio 2009 | Il brano in gara è una versione in inglese rispetto a quello che ha vinto la selezione nazionale. Il brano contiene della frasi in russo.             |
| Macedonia              | Next Time                       | Neshto shto ke ostane               | Macedone                | Skopje Fest 2009, 21 febbraio 2008 | |
| Malta                  | Chiara                          | What If We                          | Inglese                 | GO Malta EuroSong 2009, 7 febbraio 2009 | |
| Moldavia               | Nelly Ciobanu                   | Hora din Moldova                    | Inglese, Rumeno         | Finale nazionale, 14 febbraio 2008 | |
| Montenegro             | Andrea Demirović                | Just Get Out of My Life             | Inglese                 | Interno, 23 gennaio 2009 | |
| Norvegia               | Alexander Rybak                 | Fairytale                           | Inglese                 | Melodi Grand Prix 2009, 21 febbraio 2008 | |
| Paesi Bassi            | De Toppers                      | Shine                               | Inglese                 | Interno per il cantante, 18 settembre 2008; Nationaal Songfestival 2009 per il brano, 1º febbraio 2009                                                  | |
| Polonia                | Lidia Kopania                   | I Don't Wanna Leave                 | Inglese                 | Piosenka dla Europy 2009, 14 febbraio 2009 | |
| Portogallo             | Flor-de-Lis                     | Todas as ruas do amor               | Portoghese              | Festival da Canção 2009, 28 febbraio 2009 | |
| Regno Unito            | Jade Ewen                       | It's My Time                        | Inglese                 | Eurovision: Your Country Needs You 2009, 31 gennaio 2009                                                                                                | Il brano in gara è una versione modificata rispetto a quello che ha vinto la selezione nazionale.                                                     |
| Repubblica Ceca        | Gipsy.cz                        | Aven Romale                         | Inglese, Romaní         | Interno per il cantante, 30 gennaio 2009; finale nazionale per il brano, 15 marzo 2009                                                                  | |
| Romania                | Elena Gheorghe                  | The Balkan Girls                    | Inglese                 | Selecția Națională 2009, 31 gennaio 2009 | |
| Russia (organizzatore) | Anastasija Prychod'ko           | Mamo                                | Russo, Ucraino          | Evrovidenie 2009, 7 marzo 2009 | |
| Serbia                 | Marko Kon & Milaan              | Cipela                              | Serbo                   | Beovizija 2009, 8 marzo 2009 | |
| Slovacchia             | Kamil Mikulčík & Nela Pocisková | Leť tmou                            | Slovacco                | Eurosong 2009, 8 marzo 2009 | |
| Slovenia               | Quartissimo feat. Martina       | Love Symphony                       | Inglese                 | EMA 2009, 1 febbraio 2009 | |
| Spagna                 | Soraya                          | La noche es para mí                 | Inglese, Spagnolo       | Eurovisión 2009: El retorno, 28 febbraio 2009 | Il brano in gara è una versione modificata rispetto a quello che ha vinto la selezione nazionale.                                                     |
| Svezia                 | Malena Ernman                   | La voix                             | Inglese, Francese       | Melodifestivalen 2009, 14 marzo 2009 | |
| Svizzera               | Lovebugs                        | The Highest Heights                 | Inglese                 | Interno; gruppo annunciato il 19 gennaio 2009, canzone presentata il 23 febbraio 2009                                                                   | Il brano in gara è una versione modificata rispetto a quello selezionato internamente.                                                                |
| Turchia                | Hadise                          | Düm Tek Tek                         | Inglese                 | Interno; artista annunciata nell'ottobre 2008, canzone presentata il 1º gennaio 2009.                                                                   | Il brano contiene delle parole in turco. |
| Ucraina                | Svitlana Loboda                 | Be My Valentine! (Anti-Crisis Girl) | Inglese                 | Jevrobačennja 2009, 8 marzo 2009 | |
| Ungheria               | Zoli Ádok                       | Dance With Me                       | Inglese                 | Interno; 23 febbraio 2009 | Zoli Ádok è stato selezionato come rappresentante dello stato, dopo che Márk Zentai è stato squalificato, e Kátya Tompos si è ritirata dall'incarico. |

## Verso l'evento

### London Eurovision Preview Party 2009
La seconda edizione dell'evento (oggi chiamato London Eurovision Party) si è tenuta il 17 aprile 2009, al Club Scala di Londra, condotta da Paddy O'Connell e Nicki French (rappresentante del Regno Unito all'Eurovision Song Contest 2000); vi hanno partecipato:
- Bulgaria
- Cipro
- Irlanda
- Islanda
- Polonia
- Romania
- Ucraina

Hanno partecipato inoltre Imaani (rappresentante del Regno Unito all'Eurovision Song Contest 1998) e Jessica Garlick (rappresentante del Regno Unito all'Eurovision Song Contest 2002).

### Eurovision in Concert 2009
La prima edizione dell'evento che anticipa l'ESC si è tenuta il 18 aprile 2009 presso il Marcanti plaza di Amsterdam, condotta da Marga Bult (rappresentante dei Paesi Bassi all'Eurovision Song Contest 1987) e Maggie MacNeal (rappresentante dei Paesi Bassi all'Eurovision Song Contest 1980); vi hanno partecipato:
- Albania
- Armenia
- Belgio
- Bosnia ed Erzegovina
- Bulgaria
- Cipro
- Danimarca
- Irlanda
- Islanda
- Lituania
- Moldavia
- Malta
- Montenegro
- Polonia
- Regno Unito
- Romania
- Serbia
- Slovacchia
- Slovenia
- Spagna
- Ucraina

## L'evento

### Semifinali
Digame ha calcolato la composizione delle urne nelle quali sono stati divisi gli Stati partecipanti, determinate in base allo storico delle votazioni. La loro composizione è stata:
| Urna 1                                                                                  | Urna 2                                                          | Urna 3                                                                         | Urna 4                                                       | Urna 5                                                           | Urna 6                                                                 |
| --------------------------------------------------------------------------------------- | --------------------------------------------------------------- | ------------------------------------------------------------------------------ | ------------------------------------------------------------ | ---------------------------------------------------------------- | ---------------------------------------------------------------------- |
| - Albania - Bosnia ed Erzegovina - Croazia - Macedonia - Montenegro - Serbia - Slovenia | - Danimarca - Estonia - Finlandia - Islanda - Norvegia - Svezia | - Armenia - Azerbaigian - Bielorussia - Georgia - Israele - Moldavia - Ucraina | - Belgio - Bulgaria - Cipro - Grecia - Paesi Bassi - Turchia | - Andorra - Irlanda - Lettonia - Lituania - Portogallo - Romania | - Repubblica Ceca - Ungheria - Malta - Polonia - Slovacchia - Svizzera |

Il 30 gennaio 2009, al Marriott Royal Aurora Hotel di Mosca, si è svolto il sorteggio (presentato da Yana Churikova), per determinare in quale semifinale si esibiranno gli Stati sorteggiati e la semifinale in cui avranno il diritto di voto gli Stati già qualificati alla finale. Nel sorteggio è stato, inoltre, esplicitato che le semifinali verranno composte da diciannove Stati ciascuna, e che l'ordine di esibizione esatto verrà stabilito durante l'incontro con i capo delegazione. 
In base all'esito del sorteggio le semifinali sono state quindi così composte:

Stati partecipanti alla prima semifinale
Stati con diritto di voto nella prima semifinale
Stati partecipanti alla seconda semifinale
Stati con diritto di voto alla seconda semifinale

     Stati partecipanti alla prima semifinale
     Stati con diritto di voto nella prima semifinale
     Stati partecipanti alla seconda semifinale
     Stati con diritto di voto alla seconda semifinale
| 1ª semifinale 12 maggio 2009                                                                  | 1ª semifinale 12 maggio 2009                                                               | 2ª semifinale 14 maggio 2009                                                         | 2ª semifinale 14 maggio 2009                                                      |
| --------------------------------------------------------------------------------------------- | ------------------------------------------------------------------------------------------ | ------------------------------------------------------------------------------------ | --------------------------------------------------------------------------------- |
| Bosnia ed Erzegovina Svezia Israele Belgio Andorra Repubblica Ceca Montenegro Islanda Georgia | Bulgaria Portogallo Svizzera Macedonia Finlandia Bielorussia Turchia Romania Malta Armenia | Slovenia Danimarca Azerbaigian Paesi Bassi Lettonia Ungheria Serbia Norvegia Ucraina | Grecia Lituania Polonia Croazia Estonia Moldavia Cipro Irlanda Slovacchia Albania |
| Con diritto di voto: Germania Regno Unito                                                     | Con diritto di voto: Germania Regno Unito                                                  | Con diritto di voto: Francia Russia Spagna                                           | Con diritto di voto: Francia Russia Spagna                                        |

### Ordine di esibizione
il 16 marzo 2009 si è svolto l'incontro con i capo delegazione, per determinare l'ordine di esibizione ufficiale dei Paesi nelle semifinali e dei finalisti di diritto nella finale.

#### Prima semifinale
La prima semifinale si è tenuta il 12 maggio 2009; vi hanno partecipato diciotto Stati (fino al ritiro della Georgia gli Stati in gara avrebbero dovuto essere diciannove), e hanno votato anche Germania e Regno Unito.
     Qualificati del televoto
     Ripescato dalla giuria
| N° | Stato                | Cantante          | Canzone                      | Punti | Posizione |
| -- | -------------------- | ----------------- | ---------------------------- | ----- | --------- |
| 01 | Montenegro           | Andrea Demirović  | Just Get Out of My Life      | 44    | 11        |
| 02 | Repubblica Ceca      | Gipsy.cz          | Aven Romale                  | 0     | 18        |
| 03 | Belgio               | Copycat           | Copycat                      | 1     | 17        |
| 04 | Bielorussia          | Petr Elfimov      | Eyes That Never Lie          | 25    | 13        |
| 05 | Svezia               | Malena Ernman     | La voix                      | 105   | 4         |
| 06 | Armenia              | Inga & Anush      | Jan Jan                      | 99    | 5         |
| 07 | Andorra              | Susanne Georgi    | La teva decisió (Get a Life) | 8     | 15        |
| 08 | Svizzera             | Lovebugs          | The Highest Heights          | 15    | 14        |
| 09 | Turchia              | Hadise            | Düm Tek Tek                  | 172   | 2         |
| 10 | Israele              | Noa & Mira Awad   | There Must Be Another Way    | 75    | 7         |
| 11 | Bulgaria             | Krassimir Avramov | Illusion                     | 7     | 16        |
| 12 | Islanda              | Yohanna           | Is It True?                  | 174   | 1         |
| 13 | Macedonia            | Next Time         | Nešto što kje ostane         | 45    | 10        |
| 14 | Romania              | Elena             | The Balkan Girls             | 67    | 9         |
| 15 | Finlandia            | Waldo's People    | Lose Control                 | 42    | 12        |
| 16 | Portogallo           | Flor-de-Lis       | Todas as ruas do amor        | 70    | 8         |
| 17 | Malta                | Chiara            | What If We                   | 86    | 6         |
| 18 | Bosnia ed Erzegovina | Regina            | Bistra voda                  | 125   | 3         |

12 punti
| N. | A                    | Da                                                                                         |
| -- | -------------------- | ------------------------------------------------------------------------------------------ |
| 8  | Turchia              | Belgio, Bosnia e Erzegovina, Bulgaria, Germania, Macedonia, Romania, Svizzera, Regno Unito |
| 7  | Islanda              | Armenia, Bielorussia, Finlandia, Israele, Portogallo, Malta, Svezia                        |
| 2  | Bosnia ed Erzegovina | Montenegro, Turchia                                                                        |
| 1  | Armenia              | Repubblica Ceca                                                                            |
| 1  | Finlandia            | Islanda                                                                                    |
| 1  | Portogallo           | Andorra                                                                                    |

#### Seconda semifinale
- La seconda semifinale si è tenuta il 14 maggio 2009; vi hanno partecipato diciannove Stati e hanno votato anche Francia, Russia e Spagna.
- La tv spagnola TVE e la tv albanese TVSH hanno trasmesso la semifinale in differita, di conseguenza gli spettatori non hanno potuto votare e i voti sono stati assegnati da una giuria di riserva.

     Qualificati del televoto
     Ripescato dalla giuria
| N° | Stato       | Cantante                        | Canzone                             | Punti | Posizione |
| -- | ----------- | ------------------------------- | ----------------------------------- | ----- | --------- |
| 01 | Croazia     | Igor Cukrov & Andrea            | Lijepa Tena                         | 33    | 13        |
| 02 | Irlanda     | Sinéad Mulvey & Black Daisy     | Et Cetera                           | 52    | 11        |
| 03 | Lettonia    | Intars Busulis                  | Probka                              | 7     | 19        |
| 04 | Serbia      | Marko Kon & Milaan              | Cipela                              | 60    | 10        |
| 05 | Polonia     | Lidia Kopania                   | I Don't Wanna Leave                 | 43    | 12        |
| 06 | Norvegia    | Alexander Rybak                 | Fairytale                           | 201   | 1         |
| 07 | Cipro       | Christina Metaxa                | Firefly                             | 32    | 14        |
| 08 | Slovacchia  | Kamil Mikulčík e Nela Pocisková | Leť tmou                            | 8     | 18        |
| 09 | Danimarca   | Brinck                          | Believe Again                       | 69    | 8         |
| 10 | Slovenia    | Quartissimo feat. Martina       | Love Symphony                       | 14    | 16        |
| 11 | Ungheria    | Zoli Ádok                       | Dance with Me                       | 16    | 15        |
| 12 | Azerbaigian | Aysel & Arash                   | Always                              | 180   | 2         |
| 13 | Grecia      | Sakis Rouvas                    | This Is Our Night                   | 110   | 4         |
| 14 | Lituania    | Sasha Son                       | Love                                | 66    | 9         |
| 15 | Moldavia    | Nelly Ciobanu                   | Hora din Moldova                    | 106   | 5         |
| 16 | Albania     | Kejsi Tola                      | Carry Me in Your Dreams             | 73    | 7         |
| 17 | Ucraina     | Svitlana Loboda                 | Be My Valentine! (Anti-Crisis Girl) | 80    | 6         |
| 18 | Estonia     | Urban Symphony                  | Rändajad                            | 115   | 3         |
| 19 | Paesi Bassi | De Toppers                      | Shine                               | 11    | 17        |

12 punti
| N. | A         | Da                                                             |
| -- | --------- | -------------------------------------------------------------- |
| 6  | Norvegia  | Azerbaigian, Danimarca, Estonia, Lituania, Paesi Bassi, Spagna |
| 3  | Serbia    | Croazia, Francia, Slovenia                                     |
| 2  | Grecia    | Albania, Cipro                                                 |
| 1  | Cipro     | Grecia                                                         |
| 1  | Danimarca | Norvegia                                                       |
| 1  | Croazia   | Serbia                                                         |
| 1  | Lituania  | Irlanda                                                        |
| 1  | Estonia   | Lettonia                                                       |

#### Finale
La finale si è svolta il 18 maggio 2009; vi hanno gareggiato 25 paesi di cui:
- i primi 10 qualificati durante la prima semifinale;
- i primi 10 qualificati durante la seconda semifinale;
- i 4 finalisti di diritto, i cosiddetti Big Four, ovvero Francia, Germania, Regno Unito e Spagna;
- la Russia, paese ospitante.

Hanno aperto la finale il Cirque du Soleil e Dima Bilan, mentre il televoto è stato aperto da due astronauti russi della Stazione spaziale internazionale.
| N° | Stato                | Cantante                 | Canzone                             | Punti | Posizione |
| -- | -------------------- | ------------------------ | ----------------------------------- | ----- | --------- |
| 01 | Lituania             | Sasha Son                | Love                                | 23    | 23        |
| 02 | Israele              | Noa & Mira Awad          | There Must Be Another Way           | 53    | 16        |
| 03 | Francia              | Patricia Kaas            | Et s'il fallait le faire            | 107   | 8         |
| 04 | Svezia               | Malena Ernman            | La voix                             | 33    | 21        |
| 05 | Croazia              | Igor Cukrov & Andrea     | Lijepa Tena                         | 45    | 18        |
| 06 | Portogallo           | Flor-de-Lis              | Todas as ruas do amor               | 57    | 15        |
| 07 | Islanda              | Yohanna                  | Is It True?                         | 218   | 2         |
| 08 | Grecia               | Sakis Rouvas             | This Is Our Night                   | 120   | 7         |
| 09 | Armenia              | Inga & Anush             | Jan Jan                             | 92    | 10        |
| 10 | Russia               | Anastasija Prychod'ko    | Mamo                                | 91    | 11        |
| 11 | Azerbaigian          | Aysel & Arash            | Always                              | 207   | 3         |
| 12 | Bosnia ed Erzegovina | Regina                   | Bistra voda                         | 106   | 9         |
| 13 | Moldavia             | Nelly Ciobanu            | Hora din Moldova                    | 69    | 14        |
| 14 | Malta                | Chiara                   | What If We                          | 31    | 22        |
| 15 | Estonia              | Urban Symphony           | Rändajad                            | 129   | 6         |
| 16 | Danimarca            | Brinck                   | Believe Again                       | 74    | 13        |
| 17 | Germania             | Alex Swings Oscar Sings! | Miss Kiss Kiss Bang                 | 35    | 20        |
| 18 | Turchia              | Hadise                   | Düm Tek Tek                         | 177   | 4         |
| 19 | Albania              | Kejsi Tola               | Carry Me in Your Dreams             | 48    | 17        |
| 20 | Norvegia             | Alexander Rybak          | Fairytale                           | 387   | 1         |
| 21 | Ucraina              | Svitlana Loboda          | Be My Valentine! (Anti-Crisis Girl) | 76    | 12        |
| 22 | Romania              | Elena                    | The Balkan Girls                    | 40    | 19        |
| 23 | Regno Unito          | Jade Ewen                | It's My Time                        | 173   | 5         |
| 24 | Finlandia            | Waldo's People           | Lose Control                        | 22    | 25        |
| 25 | Spagna               | Soraya                   | La noche es para mí                 | 23    | 24        |

| Pos. | Televoto             | Punti | Giuria               | Punti |
| ---- | -------------------- | ----- | -------------------- | ----- |
| 1    | Norvegia             | 378   | Norvegia             | 312   |
| 2    | Azerbaigian          | 253   | Islanda              | 260   |
| 3    | Turchia              | 203   | Regno Unito          | 223   |
| 4    | Islanda              | 173   | Francia              | 164   |
| 5    | Grecia               | 151   | Estonia              | 124   |
| 6    | Estonia              | 129   | Danimarca            | 120   |
| 7    | Bosnia ed Erzegovina | 124   | Turchia              | 114   |
| 8    | Russia               | 118   | Azerbaigian          | 112   |
| 9    | Armenia              | 111   | Israele              | 107   |
| 10   | Regno Unito          | 105   | Moldavia             | 93    |
| 11   | Albania              | 81    | Grecia               | 93    |
| 12   | Ucraina              | 70    | Bosnia ed Erzegovina | 90    |
| 13   | Moldavia             | 66    | Malta                | 87    |
| 14   | Romania              | 64    | Germania             | 73    |
| 15   | Svezia               | 59    | Armenia              | 71    |
| 16   | Croazia              | 55    | Ucraina              | 68    |
| 17   | Francia              | 54    | Russia               | 67    |
| 18   | Portogallo           | 45    | Portogallo           | 64    |
| 19   | Danimarca            | 40    | Croazia              | 58    |
| 20   | Lituania             | 38    | Lituania             | 31    |
| 21   | Spagna               | 38    | Romania              | 31    |
| 22   | Finlandia            | 30    | Svezia               | 27    |
| 23   | Germania             | 18    | Albania              | 26    |
| 24   | Malta                | 18    | Finlandia            | 12    |
| 25   | Israele              | 15    | Spagna               | 9     |

12 punti
| N. | A                    | Da |
| -- | -------------------- | --- |
| 16 | Norvegia             | Bielorussia, Danimarca, Estonia, Germania, Islanda, Israele, Lettonia, Lituania, Paesi Bassi, Polonia, Russia, Slovenia, Spagna, Svezia, Ucraina, Ungheria |
| 6  | Turchia              | Azerbaigian, Belgio, Francia, Macedonia, Regno Unito, Svizzera                                                                                             |
| 3  | Bosnia ed Erzegovina | Croazia, Montenegro, Serbia |
| 3  | Grecia               | Albania, Bulgaria, Cipro |
| 3  | Islanda              | Irlanda, Malta, Norvegia |
| 2  | Estonia              | Finlandia, Slovacchia |
| 2  | Moldavia             | Portogallo, Romania |
| 1  | Armenia              | Repubblica Ceca |
| 1  | Azerbaigian          | Turchia |
| 1  | Croazia              | Bosnia e Erzegovina |
| 1  | Romania              | Moldavia |
| 1  | Moldavia             | Romania |
| 1  | Russia               | Armenia |
| 1  | Spagna               | Andorra |
| 1  | Regno Unito          | Grecia |

12 punti (Giuria)
| N. | A                    | Da |
| -- | -------------------- | --- |
| 11 | Islanda              | Danimarca, Estonia, Finlandia, Germania, Irlanda, Israele, Lettonia, Malta, Norvegia, Romania, Svezia |
| 9  | Norvegia             | Bielorussia, Islanda, Lituania, Montenegro, Paesi Bassi, Slovenia, Svizzera, Ucraina, Ungheria        |
| 6  | Regno Unito          | Albania, Grecia, Macedonia, Portogallo, Serbia, Spagna                                                |
| 4  | Israele              | Belgio, Bosnia e Erzegovina, Francia, Slovacchia                                                      |
| 2  | Grecia               | Bulgaria, Cipro                                                                                       |
| 2  | Danimarca            | Andorra, Polonia                                                                                      |
| 1  | Azerbaigian          | Turchia                                                                                               |
| 1  | Bosnia ed Erzegovina | Croazia                                                                                               |
| 1  | Francia              | Russia                                                                                                |
| 1  | Germania             | Regno Unito                                                                                           |
| 1  | Portogallo           | Repubblica Ceca                                                                                       |
| 1  | Turchia              | Azerbaigian                                                                                           |
| 1  | Romania              | Moldavia                                                                                              |
| 1  | Russia               | Armenia                                                                                               |

12 punti (Televoto)
| N. | A                    | Da |
| -- | -------------------- | --- |
| 13 | Norvegia             | Armenia, Bielorussia, Danimarca, Estonia, Grecia, Islanda, Israele, Lettonia, Lituania, Polonia, Russia, Slovacchia, Svezia |
| 9  | Turchia              | Albania, Azerbaigian, Belgio, Bulgaria, Francia, Germania, Paesi Bassi, Regno Unito, Svizzera                               |
| 4  | Bosnia ed Erzegovina | Croazia, Montenegro, Serbia, Slovenia                                                                                       |
| 3  | Azerbaigian          | Repubblica Ceca, Turchia, Ungheria                                                                                          |
| 2  | Romania              | Moldavia, Spagna |
| 1  | Albania              | Macedonia |
| 1  | Croazia              | Bosnia e Erzegovina |
| 1  | Estonia              | Finlandia |
| 1  | Grecia               | Cipro |
| 1  | Islanda              | Norvegia |
| 1  | Lituania             | Irlanda |
| 1  | Moldavia             | Romania |
| 1  | Portogallo           | Andorra |
| 1  | Russia               | Ucraina |
| 1  | Spagna               | Portogallo |
| 1  | Regno Unito          | Malta |

## Marcel Bezençon Awards
I vincitori sono stati:
- Press Award:  Norvegia
- Artistic Award:  Francia
- Composer Award:  Bosnia ed Erzegovina

## OGAE 2009
L'OGAE 2009 è una classifica fatta da gruppi dell'OGAE, un'organizzazione internazionale che consiste in un network di oltre 40 fan club del Contest di vari Paesi europei e non. Come ogni anno, i membri dell'OGAE hanno avuto l'opportunità di votare per la loro canzone preferita prima della gara e i risultati sono stati pubblicati sul sito web dell'organizzazione.
| Posizione | Paese                | Cantante        | Canzone*                 | Punti |
| --------- | -------------------- | --------------- | ------------------------ | ----- |
| 1         | Norvegia             | Alexander Rybak | Fairytale                | 304   |
| 2         | Francia              | Patricia Kaas   | Et s'il fallait le faire | 176   |
| 3         | Svezia               | Malena Ernman   | La voix                  | 159   |
| 4         | Bosnia ed Erzegovina | Regina          | Bistra voda              | 142   |
| 5         | Spagna               | Soraya Arnelas  | La noche es para mí      | 123   |

*La tabella raffigura il voto finale di 40 OGAE club.

## Giurie
- Belgio: Marie-Paule Lemmens, Alex Germys, Manu Champagne, Pierre Bertinchamps, Olivier Biron
- Bosnia ed Erzegovina Vesna Andree-Zaimović, Adi Mulahalilović, Maja Tatić, Anzelina Mikulskaya, Miroslav Maraus
- Croazia:[69] Tina Vukov, Silvije Glojnarić, Doris Karamatić, Denis Vasilj, Darko Domitrović
- Danimarca: Kaya Brüel, Ataf Khawaja, Frede Fup, Medina, Peter Biker
- Estonia: Kaupo Karelson, Reet Linna, Sandra Sersant, Mikk Targo, Stefan Airapetjan
- Finlandia: Pekka Laine, Jukka Haarma, Satu Mättö, Chisu, Sofia Tarkkanen
- Francia:[70] Corinne Hermès, Jean Paul Cara, Lionel Rivera, Marianne Jaulin, Marie Jo Zarb
- Germania:[71] H. P. Baxxter, Jeanette Biedermann, Guildo Horn, Sylvia Kollek Künzel, Tobias Künzel
- Grecia: Giorgos Katsaros, Vicky Gerothodorou, Nikos Gritsis, Giannis Vardis, Alexandra Zakka
- Irlanda:[70] Paul Harrington, Bill Hughes, Linda Martin, Emma O'Driscoll, Luan Parle
- Israele: Moshe Morad, Haya Zell, Nurit Bat Shahar Zafrir, Tahel Zimmerman, Itamar Barak
- Lituania: Linas Rimša, Linas Adomaitis, Egmontas Bžeskas, Edita Vilčiauskienė, Rūta Lukoševičiūtė
- Macedonia: Rade Spasovski, Vanco Dimitrov, Maja Trpcanovska, Radica Mitic, Liljana Avtovska
- Montenegro: Ninoslava Novovic
- Norvegia:[72] Ellen Marie Steen, Jørn Johansen, Elisabet Davidsen, Arne Martin Vistnes, Vivi Stenberg
- Paesi Bassi: Noordje Kandt, Martin Gijzemijter, Setske Mostaert, Aron van der Ploeg, Henk Schepers
- Portogallo: Ricardo Soler, Alexandra Valentim, Edgar Canelas, Fernando Martins, Paula Casanova
- Regno Unito:[70] Semifinale (giuria di riserva): Deborah Chapman, Paul Edwards, David Larkin, Anne Mannion, Chris Stewart. Finale: Jasmine Dotiwala, Paul Goodey, Steve Allen, Zoe Martlew, Keith Hughes
- Repubblica Ceca:[73] Andrea Savane, Petr Čáp, Šimon Holý, Michal Dvořák, Vladimir Vlasák
- Romania: Mihai Alexandru (presidente di giuria), Luminiţa Anghel, Corina Despot, Andrei Tudor, Andrei Kerestely, Bogdan Pavlica
- Russia: Igor Matvienko, Tamara Gverdtsiteli, Tamara Gverdtsiteli, Alexander Lunev, Elena Kipper
- Serbia: Bilja Krstić, Jelena Tomašević, Aleksandar Sedlar, Marko Đorđević, Vlada Maričić
- Slovenia: Anžej Dežan, Nuša Derenda, Matjaž Vlašič, Aida Kurtović, Dušan Hren
- Spagna: José Luis Uribarri, Toni Garrido, Mauro Canut, Mariola Orellana, Pedro Martínez
- Svezia: Sarah Dawn Finer, Anna Charlotta Gunnarson, Michael Cederberg, L-G Alsenius, Magnus Carlsson
- Svizzera: Judith Wernli, Giovanni Zamai, Michael von der Heide, Jean-Marie Fontana, Emel
- Turchia: Feryal Başel
- Ucraina:Roman Nedzelskiy, Oleksandr Ponomar'ov, Irena Zagorodnyuk, Irina Rozental, Olexander Zlotnik

## Trasmissione dell'evento e commentatori
- Albania: l'evento è stato trasmesso su RTSH, con il commento di Leon Menkshi.
- Andorra: l'evento è stato trasmesso su Ràdio i Televisió d'Andorra, con il commento di Meri Picart.
- Armenia: l'evento è stato trasmesso su Armenia 1 e Public Radio of Armenia.
- Australia: l'evento è stato trasmesso su SBS, con il commento di Julia Zemiro e Sam Pang.
- Austria: l'evento è stato trasmesso su ORF 2 con il commento di Benny Hörtnagl.[74]
- Azerbaigian: l'evento è stato trasmesso su İctimai TV, con il commento di Leyla Aliyeva, che ha commentato la prima semifinale con Aysel, e la finale insieme a Isa Melikov.[75]
- Belgio: l'evento è stato trasmesso in: Francese, su La Une, con il commento di Jean-Pierre Hautier e Jean-Louis Lahaye e su La Première, con il commento di Patrick Duhamel e Corinne Boulangier. Olandese, su Één e Radio 2, con il commento di André Vermeulen, Anja Daems e Michel Follet.
- Bielorussia: l'evento è stato trasmesso su Belarus-1, con il commento di Denis Kurian e Alexander Tikhanovich.
- Bosnia ed Erzegovina: l'evento è stato trasmesso su BHRT 1, con il commento di Dejan Kukrić.
- Bulgaria: l'evento è stato trasmesso su BNT 1, con il commento di Elena Rosberg e Georgi Kushvaliev.
- Cipro: l'evento è stato trasmesso in:Greco, su CyBC 1, con il commento di Melina Karageorgiou. Inglese, su CyBC Radio 2, con il commento di Nathan Morley.
- Croazia: l'evento è stato trasmesso su HRT 1, con il commento di Duško Ćurlić.
- Danimarca: l'evento è stato trasmesso su DR1, con il commento di Nikolaj Molbech.[76]
- Estonia: l'evento è stato trasmesso su: ETV con il commento di Marko Reikop, che ha commentato tutte le serate, e Olav Osolin, che ha commentato solo la finale.
- Finlandia: l'evento è stato trasmesso in: Finlandese, su Yle TV2, con il commento di Jaana Pelkonen, Mikko Peltola e Asko Murtomäki, e su Yle Radio Suomi, con il commento di Sanna Kojo e Jorma Hietamäki. Svedese, su Yle Fem con il commento di Tobias Larsson.[77]
- Francia: la seconda semifinale è stata trasmessa su France 4, con il commento di Peggy Olmi e Yann Renoard, mentre la finale è stata trasmessa su France 3, con il commento di Julien Courbet e Cyril Hanouna, e su France Bleu, con il commento di François Kevorkian.
- Germania: l'evento è stato trasmesso su Das Erste, con il commento di Tim Frühling, e su NDR 2, con il commento di Ina Müller.[78]
- Grecia: l'evento è andato in onda su ERT2, con il commento delle Maggira Sisters.[79]
- Irlanda: l'evento è stato trasmesso su RTÉ One, con il commento di Marty Whelan, e su RTÉ Radio 1, con il commento di Maxi.[80][81]
- Islanda: l'evento è stato trasmesso su RÚV, con il commento di Sigmar Guðmundsson.[82]
- Israele: l'evento è stato trasmesso su Channel 1.
- Lettonia: l'evento è stato trasmesso su LTV1, con il commento di Kārlis Streips.
- Lituania:l'evento è stato trasmesso su LRT e LRT Radijas, con il commento di Darius Užkuraitis.
- Macedonia: l'evento è stato trasmesso su MRT 1, con il commento di Karolina Petkovska e Aleksandra Jovanovska.
- Malta: l'evento è stato trasmesso su TVM, con il commento di Valerie Vella.[83]
- Moldavia:l'evento è stato trasmesso su Moldova 1 e Radio Moldova, con il commento di Rosalina Rusu e Andrei Sava.
- Montenegro: l'evento è stato trasmesso su TVCG 2, con il commento di Dražen Bauković e Tamara Ivanković.
- Norvegia: l'evento è stato trasmesso su NRK1, con il commento di Synnøve Svabø.
- Albania: l'evento è stato trasmesso su RTSH, con il commento di Leon Menkshi.
- Nuova Zelanda: l'evento è stato trasmesso su Face TV.
- Paesi Bassi: l'evento è stato trasmesso su NPO 1, con il commento di Cornald Maas.[84]
- Polonia:la seconda semifinale e la finale sono state trasmesse su TVP1, con il commento di Artur Orzech.
- Portogallo: l'evento è stato trasmesso su RTP1, con il commento di Hélder Reis.[85]
- Romania: l'evento è stato trasmesso su TVR1, con il commento di Ioana Isopescu e Alexandru Nagy.
- Regno Unito: le semifinali sono state trasmesse su BBC Three, con il commento di Paddy O'Connell e Sarah Cawood, mentre la finale è stata trasmessa su BBC One, con il commento di Graham Norton. La finale è stata trasmessa anche su BBC Radio 2, con il commento di Ken Bruce.[86][87]
- Repubblica Ceca: l'evento è stato trasmesso su ČT1, con il commento di Jan Rejžek.
- Russia: l'evento è stato trasmesso su Pervyj kanal, con il commento di Yana Churikovav, che ha commentato le semifinali con Alexey Manuylov, e la finale con Philipp Kirkorov.
- Serbia: l'evento è stato trasmesso su RTS1, con il commento di Dragan Ilić, che ha commentato la prima semifinale, e Duška Vučinić-Lučić, che ha commentato la seconda semifinale e la finale.
- Slovacchia: l'evento è stato trasmesso su STV2, con il commento di Roman Bomboš.
- Slovenia: l'evento è stato trasmesso su STV2 e su TV Koper-Capodistria, con il commento di Andrej Hofer.[88]
- Spagna: l'evento è stato trasmesso su La 1 e La 2, con il commento di Joaquín Guzmán.[89]
- Svezia: l'evento è stato trasmesso su SVT1, con il commento di Shirley Clamp e Edward af Sillén, che hanno anche commentato la prima semifinale insieme ad Arash.[75][90]
- Svizzera: nella Svizzera tedesca l'evento è stato trasmesso su SRF zwei, con il commento di Sven Epiney. Nella Svizzera francese l'evento è stato trasmesso su RTS Deux, con il commento di Jean-Marc Richard e Nicolas Tanner. Nella Svizzera italiana su RSI LA2 è andata in onda la prima semifinale, mentre la finale è stata trasmessa da RSI LA1 con il commento di Sandy Altermatt.[88]
- Turchia: l'evento è stato trasmesso su TRT 1, con il commento di Bülend Özveren.
- Ucraina: l'evento è stato trasmesso su UA:Peršyj, con il commento di Timur Mirošnyčenko.
- Ungheria: l'evento è stato trasmesso su M1, con il commento di Gábor Gundel-Takács.

## Portavoce
Il 16 marzo 2009, durante l'incontro con i capo delegazione, è stato stabilito l'ordine di presentazione dei portavoce. L'ordine inizialmente stabilito ed i portavoce sono:
1. Spagna: Iñaki del Moral
2. Belgio: Maureen Louys (Presentatrice del Junior Eurovision Song Contest 2005)
3. Bielorussia: Ekaterina Litvinova
4. Malta: Pauline Agius
5. Germania: Thomas Anders
6. Repubblica Ceca: Petra Šubrtová (Portavoce anche nella scorsa edizione)
7. Svezia: Sarah Dawn Finer
8. Islanda: Þóra Tómasdóttir
9. Francia: Yann Renoard
10. Israele: Ofer Nachshon
11. Russia: Ingeborga Dapkūnaitė
12. Lettonia: Roberto Meloni (Rappresentante dello stato all'Eurovision Song Contest 2007 e 2008)
13. Montenegro: Jovana Vukčević
14. Andorra: Brigits García
15. Finlandia: Jari Sillanpää (Rappresentante dello Stato all'Eurovision Song Contest 2004)
16. Svizzera: Cécile Bähler (Portavoce anche nell'Eurovision Song Contest 2005 e 2008)
17. Bulgaria: Yoanna Dragneva (Rappresentante dello Stato all'Eurovision Song Contest 2008, come parte dei Deep Zone)
18. Lituania: Ignas Krupavičius
19. Regno Unito: Duncan James (Rappresentante dello Stato all'Eurovision Song Contest 2011, come parte dei Blue)
20. Macedonia: Frosina Josifovska
21. Slovacchia: Ľubomír Bajaník
22. Grecia: Alexis Kostalas (Portavoce dello stato dall'Eurovision Song Contest 2001)
23. Bosnia ed Erzegovina: Laka (Rappresentante dello Stato all'Eurovision Song Contest 2008)
24. Ucraina: Marysya Horobets (Portavoce anche nella scorsa edizione)
25. Turchia: Meltem Ersan Yazgan (Portavoce dello Stato dall'Eurovision Song Contest 2001)
26. Albania: Leon Menkshi (Portavoce dello Stato dall'Eurovision Song Contest 2006)
27. Serbia: Jovana Janković (Presentatrice dell'Eurovision Song Contest 2008)
28. Cipro: Sophia Paraskeva (Presentatrice del Junior Eurovision Song Contest 2008)
29. Polonia: Radek Brzózka (Portavoce anche nella scorsa edizione)
30. Paesi Bassi: Yolanthe Cabau van Kasbergen
31. Estonia: Laura Põldvere (Rappresentante dello Stato nell'edizione 2005 come parte delle Suntribe e nell'edizione 2017)
32. Croazia: Mila Horvat
33. Portogallo: Helena Coelho
34. Romania: Alina Sorescu (Portavoce anche nella scorsa edizione)
35. Irlanda: Derek Mooney
36. Danimarca: Felix Smith
37. Moldavia: Sandu Leancă
38. Slovenia: Peter Poles (Portavoce dello Stato dall'Eurovision Song Contest 2003)
39. Armenia: Sirusho (Rappresentante dello Stato all'Eurovision Song Contest 2008)
40. Ungheria: Éva Novodomszky (Portavoce dello Stato dall'Eurovision Song Contest 2007)
41. Azerbaigian: Hüsniyya Maharramova
42. Norvegia: Stian Barsnes Simonsen (Presentatore del Junior Eurovision Song Contest 2004 e portavoce anche nella scorsa edizione)[92]